# 田中章介
田中 章介（たなか しょうすけ、1936年 - ）は、日本の経済学者。元新潟大学教授。専門は、経済政策論・景気政策。東京都出身。

## 来歴
- 1936年8月　東京都台東区に生まれる
- 1960年3月　埼玉大学文理学部経済学科卒業
- 1961年6月　経済企画庁入庁
- 1979年-1982年　外務省在アメリカ合衆国日本国大使館[1]
- 1990年4月　経済企画庁調査局長
- 1991年5月　国土庁計画・調整局長
- 1992年10月　経済企画庁総合計画局長
- 1993年6月　経済企画庁審議官
- 1994年1月　経済企画庁顧問
- 1994年3月　野村総合研究所理事
- 1995年4月　新潟大学経済学部教授
- 1996年4月　新潟大学経済学部経済学科長（1997年3月まで）
- 2002年3月　新潟大学経済学部定年退官

## 著書

### 共著
- 岡崎不二男・田中章介・田原昭四・松原昭男『戦後景気循環の計量分析』（経済企画庁経済研究所シリーズ12号、1963年）
- 稲葉秀三・大来佐武郎・向坂正男監修『日本経済の計量的把握』（講座日本経済 第3巻）（日本評論社、1965年）
- 田中章介・田原昭四ほか『国民所得便覧』（至誠堂、1975年）

## 論文等

### 単著
- 「企業流動性と投資活動」『経済分析』（経済企画庁経済研究所14、1965年）
- 「国民所得統計の推計と特徴」『ESP』（経済企画協会114、1975年）
- 「Japan Anti-pollution Measures and Their Results」『Developing Economies』（アジア経済研究所16（4）、1976年）
- 「米国経済のゆくえ」『合同研究会』（日本証券経済倶楽部39、1982年）
- 「昭和58年世界経済の展望」（日本経済研究センター会報434号、1983年）
- 「米国経済の現況と見通し」『財経詳報』（財経詳報社1447、1983年）
- 「米景気回復持続するか」（日本経済新聞朝刊、1983年3月8日）
- 「最近の欧米経済動向」『経済人』（関西経済連合会413、1983年）
- 「ヨーロッパにおけるリゾート開発」『地域開発』（日本開発センター276、1987年）
- 「豪雪地域対策の現状と課題」『地方議会人』（全国町村議長会8（9）、1988年）
- 「最近の内外経済の現状分析と課題」『証券経済時報』（日本証券経済研究所30（10）、1990年）
- 「世界経済の現状と課題」（日本貿易会『月報』444、1991年）
- 「三大教書から見た米国経済」（日本貿易会『月報』446、1991年）
- 「今後の国土政策のあり方」『経済人』（関西経済連合会541、1992年）
- 「地方中枢都市の役割と課題」（広島大学地方経済研究センター、1992年）
- 「規制緩和と首都移転」『Nomura Research』（野村総合研究所90、1995年）
- 「規制緩和と景気対策」『News Letter』（新潟県地域総合研究所90、1998年）
- 「総合経済対策を読む」『News Letter』（新潟県地域総合研究所95、1998年）
- 「日本経済の現況を考える」『News Letter』（新潟県地域総合研究所106、1999年）
- 「景気の現況と自律的回復への課題」『News Letter』（新潟県地域総合研究所116、2000年）
- 「構造改革と景気対策」『News Letter』（新潟県地域総合研究所128、2001年）
- 「構造改革と日本経済の見通し」『News Letter』（新潟県地域総合研究所138、2002年）

### 共著
- 「短期経済予測パイロットモデル」『経済分析』（経済企画庁経済研究所21、1967
- 「短期経済予測パイロットモデルの外挿テスト結果」『経済分析』（経済企画庁経済研究所22、1967年）
- 「Use of National Accounts for a short-term Econometric Model」『The Review of Income and Wealth』（The International Association for Research and Wealth、1968年4月14日）

## 翻訳

### 共訳
- 水野正一・山下邦男監修『現代の金融理論 I 流動性と貨幣需要』（勁草書房、1965年）
- 水野正一・山下邦男監修『現代の金融理論 II 金融モデルと金融政策』（勁草書房、1967年）

## 研究調査報告

### 共著
- 『昭和42年度国民生活白書』（経済企画庁、1968年）
- 『新経済社会発展計画のための中期マクロモデル』（経済企画庁、1970年）
- 『昭和51年度環境白書』（環境庁、1976年）
- 『環境保全長期計画のための計量モデル』（環境庁、1977年）
- 『昭和52年度環境白書』（環境庁、1977年）
- 『日本の環境政策』（環境庁、1977年）
- 『昭和57年度世界経済白書』（経済企画庁、1982年）
- 『昭和58年世界経済リポート』（経済企画庁調査局、1983年）
- 『人生80年の社会システムの構築に関する研究』（総合研究開発機構、1985年）
- 『1986年度国民経済計算年報』（経済企画庁、1987年）